# Джонсон, Элдридж Ривз
Э́лдридж Р. Джо́нсон (англ. Eldridge Reeves Johnson; 6 февраля 1867 — 14 ноября 1945) — американский инженер, предприниматель.

## Биография
По профессии инженер-метролог (англ. precision enginner), жил в городе Камден (штат Нью-Джерси) и подрабатывал мелким ремонтом. Однажды Элдриджу Джонсону принесли в мастерскую граммофон и попросили усовершенствовать его мотор. Если верить Джонсону, тот «граммофон звучал как ученый попугай с пересохшим горлом, но этот инструмент захватил мое воображение» и он взялся за его разработку. В конце XIX века изобрёл и начал производить новый граммофон, который принёс ему прибыльный контракт с звукозаписывающей компанией Berliner Gramophone, а также с производившими его по лицензии британскими компаниями. Также он изобрёл новый процесс звукозаписи на восковые таблички, который улучшил качество звука и увеличил время проигрывания. После судебных баталий с Berliner Gramophone объединил c ней свои капиталы в новую компанию «Victor Talking Machine Company» (далее «Victor»). Под его руководством «Victor» стала крупнейшей звукозаписывающей компанией США. Позже, когда здоровье Джонсона ухудшилось, благодаря его умению нанимать компетентных подчинённых у компании дела продолжали идти хорошо. В 1926 году продал «Victor» американским банкирам, получив за свою долю 26 миллионов долларов. На тот момент, по словам биографа Фредерика Вильяма Вайла, завод в Кэмдене (Camden) производил столько пластинок в месяц, что из них выросла бы гора высотой в 4 мили (примерно 6,5 км). 

## Признание
Одна из самых престижных премий в музыкальной индустрии носит название «Грэмми», в честь граммофона. Элдридж Джонсон удостоился ее посмертно, в 1984 году.